# Листвягово
Листвягово — деревня в Краснотуранском районе Красноярского края. Входит в состав Восточенского сельсовета.

## География
Деревня находится в юго-западной части края, в пределах Минусинской котловины, на северном берегу Тубинского залива Красноярского водохранилища, на расстоянии приблизительно 36 километров (по прямой) к юго-юго-востоку (SSE) от села Краснотуранск, административного центра района. Абсолютная высота — 247 метров над уровнем моря.
Климат
Климат характеризуется как резко континентальный, с продолжительной морозной зимой и жарким летом. Среднегодовая температура воздуха составляет −1,6°С. Средняя температура воздуха самого тёплого месяца (июля) составляет 18,9 °C (абсолютный максимум — 34 °C); самого холодного (января) — −23,2 °C (абсолютный минимум — −54 °C). Среднегодовое количество атмосферных осадков составляет 389 мм, из которых 82 % выпадает в тёплый период.

## История
В 1926 году в селе имелось 253 хозяйства и проживало 1296 человек (655 мужчин и 641 женщина). В национальном составе населения того периода преобладали русские. Действовали школа I ступени и лавка общества потребителей. В административном отношении являлась центром Листвяговского сельсовета Абаканского района Минусинского округа Сибирского края.

## Население
| 2010 |
| ---- |
| 41   |

Половой состав
По данным Всероссийской переписи населения 2010 года в гендерной структуре населения мужчины составляли 53,7 %, женщины — соответственно 46,3 %.
Национальный состав
Согласно результатам переписи 2002 года, в национальной структуре населения русские составляли 93 % из 41 чел.